# レッド・ロドニー

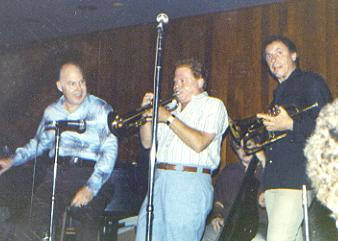
ウォルト・ディズニー・ワールド内のヴィレッジ・ジャズ・ラウンジにおけるリッチ・マットソン、レッド・ロドニー、アイラ・サリヴァン。写真：ローラ・コルブ

レッド・ロドニー（Red Rodney、1927年9月27日 - 1994年5月27日）は、アメリカのジャズ・トランペット奏者。

## 略歴
ペンシルベニア州フィラデルフィアで生まれた彼は、15歳でプロのミュージシャンになり、1940年代半ばにジェリー・ウォルド、ジミー・ドーシー、ジョージー・オールド、エリオット・ローレンス、ベニー・グッドマン、レス・ブラウンらのビッグ・バンドで働いた。彼は、ディジー・ガレスピーとチャーリー・パーカーを聴いて自分のスタイルをビバップに変え、クロード・ソーンヒル、ジーン・クルーパ、ウディ・ハーマンと演奏するようになったことで実践した。彼はユダヤ人であった。
チャーリー・パーカーからの招きを受けて、彼のクインテットに参加。1949年から1951年までバンドのメンバーを務めた。グループの唯一の白人メンバーであったロドニーは、アメリカ南部で演奏したとき、人種の混ざった音楽コンボに対する偏見を避けるための策略として「アルビノ・レッド」として売り出された。この時期の間に、広範囲にわたるレコーディングを行った。
1950年代、フィラデルフィアでバンドリーダーとして活動するようになり、アイラ・サリヴァンとレコーディングを行った。彼はヘロイン中毒となり、ジャズをやめたりまた始めたりというパターンを繰り返すようになった。
1969年、ロドニーはラス・ブラック率いるフラミンゴ・カジノ・ハウス・バンドの一員として、ウディ・ハーマンの同僚を務めたトロンボーン奏者のビル・ハリスとラスベガスで演奏した。同じ仕事は1972年まで続いた。
1970年代初頭、彼は脳卒中後の医療費が原因で破産した。彼はジャズへと戻った。1975年には、麻薬犯罪によりケンタッキー州レキシントンに投獄された。投獄されている間、MC5のギタリストであるウェイン・クレイマーに音楽レッスンを行った。
彼はアイラ・サリヴァンと再会を果たし、またディジー・ガレスピーとも共演した。1980年から1982年にかけて、ロドニーはサリヴァンと共に5枚のアルバムを制作している。これらのアルバムで、彼はポスト・バップ・ジャズを演奏し始めた。1990年代まで、演奏活動とレコーディングを続けた。彼は、ローリング・ストーンズのドラマーであるチャーリー・ワッツによるチャーリー・パーカーのトリビュート・アルバムでも演奏している。彼は、わずか19歳で彼のグループのメンバーを務めたサックス奏者のクリス・ポッターに初期のショーケースを提供しており、それはロドニーが1990年後半に『Red Alert!』を録音したときのことだった。
彼はジャズ・アット・リンカーン・センターやJVCジャズ・フェスティバルに出演した。クリント・イーストウッド監督のチャーリー・パーカーを描いた映画『バード』では、アドバイザーを務めている。映画内では、マイケル・ゼルニカーがロドニー役を演じた。
ロドニーは、1994年5月27日に肺がんで亡くなった。

## ディスコグラフィ

### リーダー・アルバム
- 『モダン・ミュージック』 - Modern Music from Chicago (1956年、Fantasy)
- 『ファイアリー』 - Red Rodney: 1957 (1957年、Savoy) ※『ザ・レッド・アロウ』として再発あり
- 『レッド・ロドニー・リターンズ』 - Red Rodney Returns (1959年、Argo)
- Broadway (1965年、Status)
- 『バード・ライブス!』 - Bird Lives! (1974年、Muse)
- 『スーパーバップ』 - Superbop (1974年、Muse)
- Red Rodney with the Bebop Preservation Society (1975年、Spotlite)
- 『レッド・トーネイド』 - The Red Tornado (1976年、Muse)
- Yard's Pad (1976年、Sonet)
- 『レッド、ホワイト・アンド・ブルース』 - Red, White and Blues (1978年、Muse)
- 『ホーム・フリー』 - Home Free (1979年、Muse)
- Live at the Village Vanguard (1980年、Muse)
- Night and Day (1981年、Muse) ※with アイラ・サリヴァン
- 『スピリット・ウィズィン』 - Spirit Within (1982年、Elektra Musician) ※with アイラ・サリヴァン
- 『ザ・スリーR』 - The 3R's (1982年、Muse) ※with リッチー・コール、リッキー・フォード
- 『スプリント』 - Sprint (1983年、Elektra Musician) ※with アイラ・サリヴァン
- Hi Jinx at the Vanguard (1984年、Muse)
- Social Call (1984年、Uptown) ※with チャーリー・ラウズ
- Alive in New York (1986年、Muse)
- Red Giant (1988年、SteepleChase)
- Red Snapper (1988年、SteepleChase)
- Red Giant (1988年、SteepleChase)
- Society Red (1988年、Music Mecca) ※with The New Danish Jazzarmy
- 『ノー・ターン・オン・レッド』 - No Turn on Red (1989年、Denon)
- Code Red (1989年、Continuum)
- Red Alert! (1991年、UFO)
- 『ゼン・アンド・ナウ』 - Then and Now (1992年、Chesky)
- 『スクラップル・フロム・ジ・アップル』 - Scrapple From The Apple (2021年、Solid) ※1975年録音 with ハーマン・スクーダーヴァルト

### 参加アルバム
- ディジー・ガレスピー : To Diz, With Love (Live At The Blue Note) (1992年、Telarc)
- ウディ・ハーマン : The Fourth Herd (1960年、Jazzland)
- クリフォード・ジョーダン : Dr. Chicago (1985年、Bee Hive)
- リー・コニッツ : Live at Laren (1984年、Soul Note)
- ジーン・クルーパ : Gene Krupa's Sidekicks (1955年、Columbia)
- エリオット・ローレンス : 『エリオット・ローレンス 1946』 - The Uncollected Elliot Lawrence and His Orchestra 1946 (1982年、Hindsight)
- チャーリー・パーカー : 『バード・アット・セント・ニックス』 - Bird at St. Nick's (1957年、Jazz Workshop)
- チャーリー・パーカー : 『スウェディッシュ・シュナップス』 - Swedish Schnapps (1958年、Verve)
- アリ・ライアソン : Blue Flute (1992年、Red Baron)
- アイラ・サリヴァン : Ira Sullivan Does It All (1983年、Muse)
- ボブ・シール・コレクティヴ : Louis Satchmo (1992年、Red Baron)
- クロード・ソーンヒル : 『クロード・ソーンヒル 1947』 - The Uncollected Claude Thornhill and His Orchestra (1977年、Hindsight)